# Reima Virtanen
Reima Valdemar Virtanen (ur. 5 listopada 1947 w Kemi) – fiński bokser, wicemistrz olimpijski z 1972.
Startował w kategorii średniej (do 75 kg). Zdobył w niej brązowy medal na mistrzostwach Europy w 1969 w Bukareszcie. Po wygraniu dwóch pojedynków przegrał w półfinale z Mate Parlovem z Jugosławii. Powtórzył ten sukces na mistrzostwach Europy w 1971 w Madrycie. Wygrał trzy walki (w tym ćwierćfinałową z Rudim Koopmansem z Holandii), a w półfinale pokonał go Alec Năstac z Rumunii.
Swój największy sukces Virtanen odniósł na igrzyskach olimpijskich w 1972 w Monachium zdobywając srebrny medal. Wygrał trzy walki, w tym ćwierćfinałową w Witoldem Stachurskim wskutek kontuzji i półfinałową z Prince’em Amarteyem z Ghany, a w finale został znokautowany przez Wiaczesława Lemieszewa z ZSRR.
Reima Virtanen był mistrzem Finlandii w wadze średniej w 1969, 1971 i 1972.